# Danh sách vườn quốc gia tại Áo

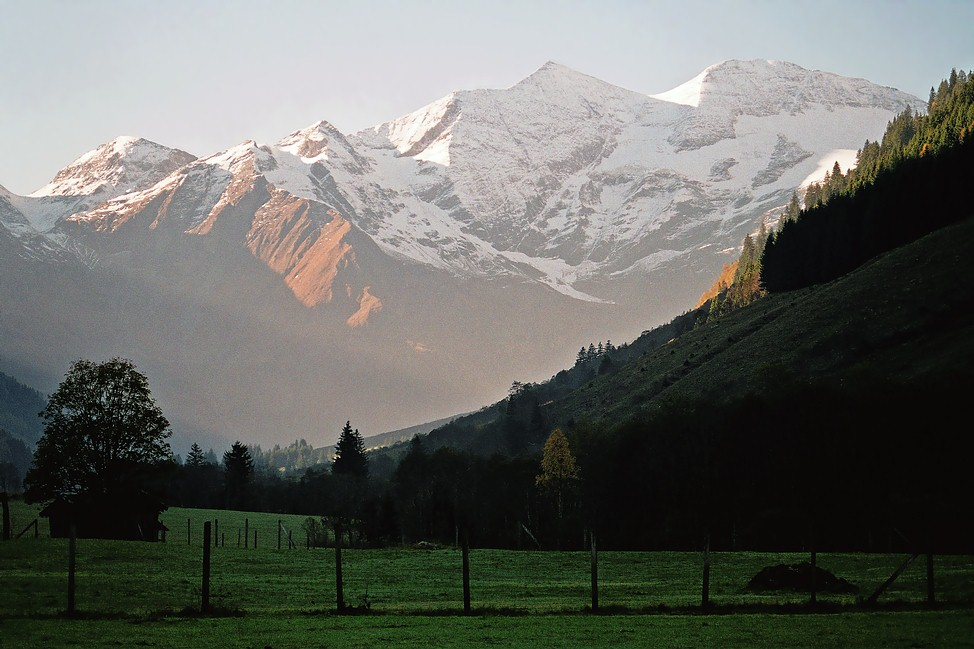
Hẻm núi Fuscherkarkopf, Hohe Tauern

Áo có 7 khu bảo tồn tự nhiên được gọi là vườn quốc gia, trong đó có 6 vườn quốc gia được quốc tế chấp nhận theo tiêu chuẩn của IUCN. Vườn quốc gia đầu tiên của Áo là Hohe Tauern được thành lập vào năm 1981. Tổng diện tích các khu vực bảo vệ của các vườn quốc gia tại Áo là 2.376 km², chiếm 2,8% diện tích quốc gia này. Đây là các địa danh tự nhiên, bảo vệ các cảnh quan tự nhiên quan trọng nhất của Áo, bao gồm bồi tích rừng, khối núi Anpơ, thảo nguyên Pannonia và thung lũng đá.

## Phát triển

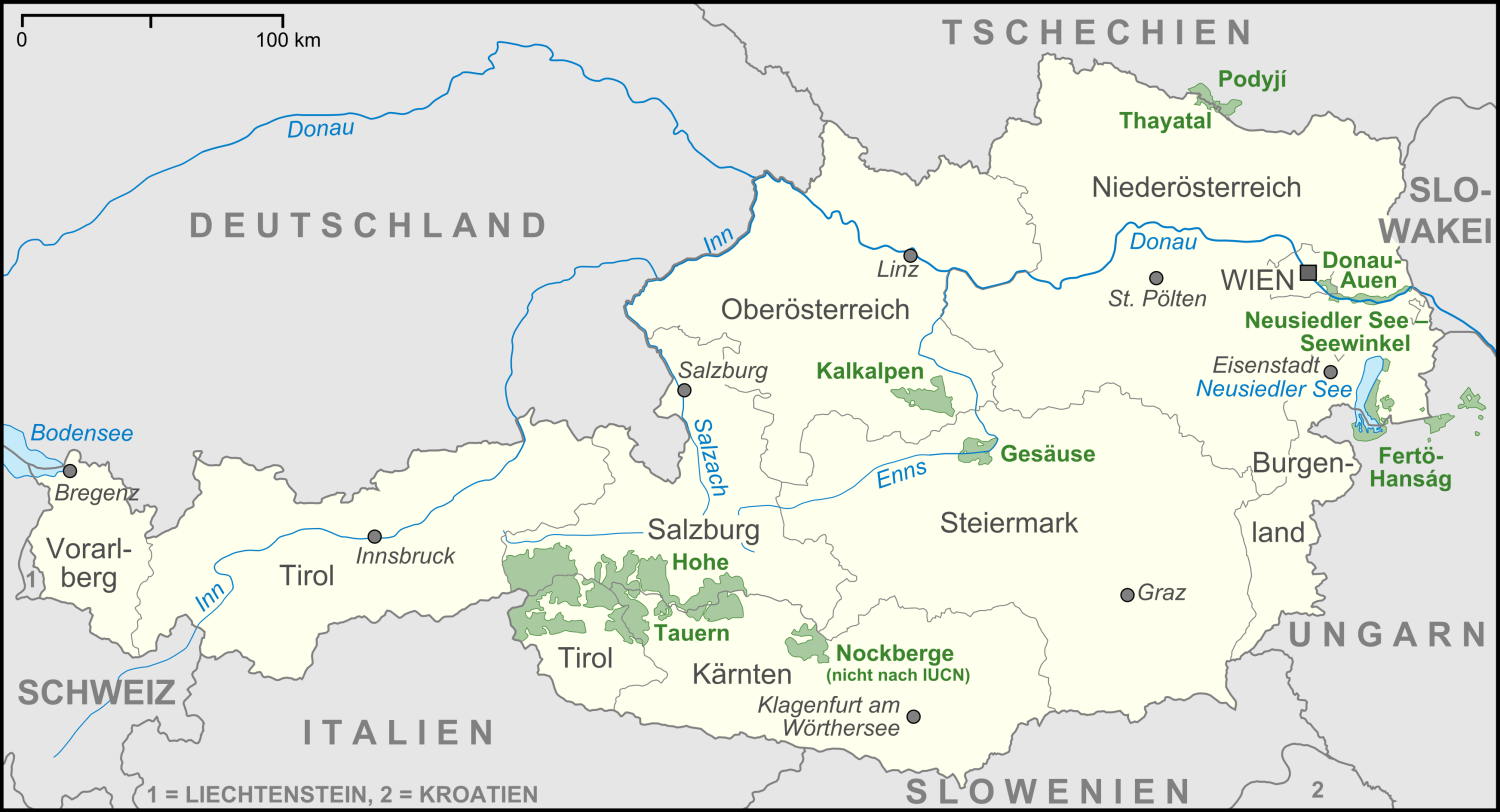
Bản đồ các khu vực vườn quốc gia (màu xanh).

Kế hoạch đầu tiên để bảo vệ dãy núi Hohe Tauern được Câu lạc bộ Anpơ Áo hiện thực hóa. Tuy nhiên, các dự án vườn quốc gia đã bị bỏ vào cuối năm 1930 và không được tiếp tục cho đến năm 1971, khi các bang Salzburg, Tirol và Kärnten ký Hiệp định Heiligenblut, tiếp theo là các sáng kiến tương tự Niederösterreich và Oberösterreich.
Việc thành lập mỗi vườn quốc gia mất vài năm; vì xung đột về sử dụng tài nguyên đất đai và vấn đề tài trợ phải được giải quyết. Các vườn quốc gia được quản lý bởi các Hiệp định giữa một hoặc nhiều bang và Chính phủ liên bang, với sự tài trợ chia đều giữa chính phủ Áo và bang. Các cơ quan quản lý vườn quốc gia cung cấp hơn 300 việc làm xanh còn các trung tâm quản lý vườn quốc gia cung cấp cho công chúng các dịch vụ giáo dục về sinh thái, bảo vệ môi trường, thông tin và các hoạt động giải trí. Với khoảng 400.000 du khách mỗi năm, các vườn quốc gia đóng một vai trò quan trọng trong du lịch Áo.

## Danh sách
Trong số 7 vườn quốc gia của Áo, 4 trong số đó bảo vệ khu vực tự nhiên của Anpơ còn 3 bảo vệ các khu vực mặt nước. Hohe Tauern là vườn quốc gia đầu tiên và cũng là vườn quốc gia có diện tích lớn nhất Áo và Trung Âu với 1.856 kilômét vuông (459.000 mẫu Anh). Vườn quốc gia Neusiedler See-Seewinkel và Thaya là hai vườn quốc gia chạy dọc theo biên giới với Hungary và Cộng hòa Séc.
Dưới đây là danh sách 7 vườn quốc gia tại Áo.
| Tên                      | Hình ảnh | Vị trí                                                                   | Thành lập                                     | Diện tích                               | Mô tả |
| ------------------------ | -------- | ------------------------------------------------------------------------ | --------------------------------------------- | --------------------------------------- | --- |
| Hohe Tauern              |          | Salzburg, Tyrol, Kärnten 47°04′00″B 12°40′00″Đ / 47,066667°B 12,666667°Đ | 1981 (Carinthia) 1984 (Salzburg) 1992 (Tirol) | 1.856 kilômét vuông (458.627,6 mẫu Anh) | Bao gồm phần lớn các đỉnh núi của Đông Anpơ giữa các sông Möll, Mur và Salzach, kéo dài khoảng 100 kilômét (62 mi) từ đông sang tây và khoảng 40 kilômét (25 mi) từ bắc xuống nam. Các tính năng chính của vườn quốc gia này là sông băng, thung lũng sông băng và lượng lớn trầm tích hình quạt, cũng như các đồng cỏ núi cao, những cánh rừng thông rụng lá, vân sam, Thông Thụy Sĩ.                  |
| Dãy núi Nock             |          | Kärnten 46°53′00″B 13°40′00″Đ / 46,883333°B 13,666667°Đ                  | 1987                                          | 184 kilômét vuông (45.467,4 mẫu Anh)    | Vườn quốc gia bảo vệ khu vực tự nhiên của Dãy núi Nock thuộc Gurktal Anpơ. |
| Neusiedler See–Seewinkel |          | Burgenland 47°49′04″B 16°44′55″Đ / 47,817778°B 16,748611°Đ               | 1993                                          | 97 kilômét vuông (23.969,2 mẫu Anh)     | Bao phủ Hồ Neusiedler, vườn quốc gia bảo vệ khu vực hồ và ven hồ. Cùng với vườn quốc gia Vườn quốc gia Fertő-Hanság của Hungary lân cận tạo thành Cảnh quan văn hóa Fertö / Neusiedlersee, một Di sản thế giới của UNESCO được công nhận vào năm 2001. |
| Danube-Auen              |          | Niederösterreich, Viên 48°11′00″B 16°43′00″Đ / 48,183333°B 16,716667°Đ   | 1996                                          | 93 kilômét vuông (22.980,8 mẫu Anh)     | Kéo dài dọc theo sông Danube từ thành phố thủ đô Viên (Lobau) đến cửa sông March (Morava) gần biên giới với Slovakia và Khu vực Bảo vệ Cảnh quan Dunajské luhy; cả hai đều là Vùng đất ngập nước có tầm quan trọng quốc tế theo Công ước Ramsar. Với chiều dài 38 kilômét (24 mi), đây là một trong những vùng bãi bồi lớn nhất Trung Âu, và có thể tiếp cận được thông qua Tuyến đường The Rivers EV6. |
| Kalkalpen                |          | Niederösterreich 47°47′24″B 14°22′25″Đ / 47,79°B 14,373611°Đ             | 1997                                          | 208 kilômét vuông (51.397,9 mẫu Anh)    | Bao gồm các rặng núi Sengsengebirge và Reichraminger Hintergebirge của dãy Upper Austrian Prealps. Vườn quốc gia có diện tích rừng lớn nhất Trung Âu, cùng khu vực canxtơ đá vôi lớn nhất Áo với 21 đỉnh núi cao trên 2000 mét. Khu vực rừng sồi của vườn quốc gia cũng là một phần của Di sản thế giới được công nhận vào năm 2017.                                                                    |
| Thayatal                 |          | Niederösterreich 48°51′B 15°54′Đ / 48,85°B 15,9°Đ                        | 2000                                          | 13 kilômét vuông (3.212,4 mẫu Anh)      | Nằm giữa một đoạn uốn khúc của sông Thaya trên biên giới với Cộng hòa Séc, tiếp giáp với Vườn quốc gia Podyjí. Tại đây có các vách đá phiến ma tạo thành các rãnh chứa nước lớn. |
| Gesäuse                  |          | Styria 47°35′32″B 14°38′56″Đ / 47,592222°B 14,648889°Đ                   | 2002                                          | 111 kilômét vuông (27.428,7 mẫu Anh)    | Nằm trong rặng Gesäuse phía đông bắc của dãy Ennstal Anpơ tại Thượng Steiermark (thuộc bang Steiermark) cùng với khu vực dòng chảy của sông Enns. |

Tất cả các vườn quốc gia đều đáp ứng tiêu chuẩn IUCN loại II (vườn quốc gia) ngoại trừ Vườn quốc gia Dãy núi Nock được phân loại là Cảnh quan bảo vệ (loại V). Năm 2012, nó được chuyển đổi thành Vùng lõi của Khu dự trữ sinh quyển UNESCO.